# Рассел, Анна, герцогиня Бедфорд
Анна Мария Рассел, герцогиня Бедфорд (англ. Anna Maria Russell, Duchess of Bedford, 3 сентября 1783 года — 3 июля 1857 года) — британская аристократка. Родилась в семье Чарльза Стэнхоупа, 3-го графа Харрингтона, и Джейн Флеминг. Также считается основательницей знаменитой британской традиции — послеобеденного чая. Однако это утверждение оспаривается.

## Биография
Анна была женой Фрэнсиса Рассела, 7-го герцога Бедфорда — брата британского премьер-министра Джона Рассела. Она была в течение всей своей жизни подругой королевы Виктории и в 1837—1841 годах служила при королевском дворе дамой спальни. Герцогиня и её муж развлекали королеву в загородном доме Бедфордов Вобурн-Эбби в 1841 году. Герцогиня была также главной присутствующей на похоронах принцессы Августы Софии в 1840 году.
Больше всего герцогиня запомнилась как основоположница вошедшей в обиход британской традиции «пятичасового чаепития» (Five o’clock Tea). В течение всего XVIII века обед отодвигался всё позднее и позднее в рамках дневного времени, пока к началу XIX-го его не стали подавать между 19:00 и 20:30 часами. Дополнительный приём пищи, получивший название «ланч», был предназначен для того, чтобы заполнить промежуток времени между завтраком и обедом. Но поскольку этот приём пищи был очень лёгким, долгий период без необходимого подкрепления сил заставлял людей испытывать чувство голода. Герцогиня решила, что наилучшим способом передохнуть и подкрепиться будет приём лёгких закусок как раз в середине дня, и она стала приглашать своих друзей присоединиться к ней. Очень быстро пятичасовое чаепитие стало общепринятой и дружеской трапезой во многих домах среднего и высшего класса.
Герцогиня была матерью Уильяма Рассела, 8-го герцога Бедфорда. Она умерла в 1857 году, похоронена в Бедфордской часовне в Ченайзе в Бакингемшире.